# Fra Klumben Til Pladen
Fra Klumben Til Pladen er den første EP fra Klumben. EP'en udkom den 26. april 2012.
I december 2012 fik bandet prisen som vinder af kategorien "Årets Danske Hip Hop Udgivelse" ved uddelingen af GAFFA-Prisen.

## Spor
| #  | Titel                                | Længde |
| -- | ------------------------------------ | ------ |
| 1. | "Dancehall Geni"                     | 3:14   |
| 2. | "Xfaktor" (Feat. Topgunn)            | 3:20   |
| 3. | "Hobby"                              | 3:16   |
| 4. | "Kriminel"                           | 3:06   |
| 5. | "Faxe Kondi" (Klumben & Raske Penge) | 4:21   |
| 6. | "Det Var Igår" (Feat. Fragga Just)   | 4:03   |
| 7. | "Nat På Nørrebro"                    | 3:30   |